# Oxira breviuscula
Oxira breviuscula är en fjärilsart som beskrevs av Walker 1865. Oxira breviuscula ingår i släktet Oxira och familjen nattflyn. Inga underarter finns listade i Catalogue of Life.